# Kasper Hvidt

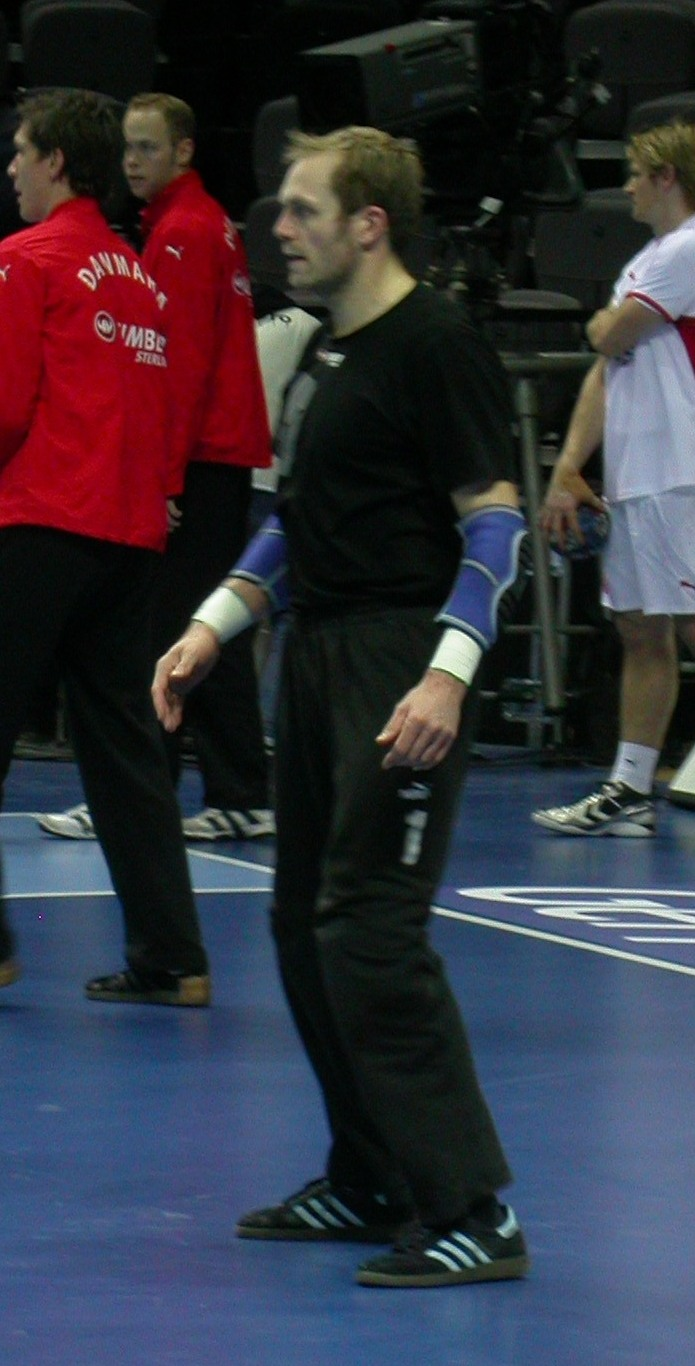
Kasper Hvidt inför en match med danska landslaget 2009.

Kasper Hvidt, född 6 februari 1976 i Frederiksberg, är en dansk handbollsmålvakt.

## Klubblagskarriär
Kasper Hvidt spelade först i BK Ydun och sedan i FIF under ungdomstiden. Kasper Hvidt började sedan spela seniorhandboll i Ajax København. 1997 började hans proffskarriär utomlands i CB Cangas i den spanska ligan ASOBAL. Efter ett år bytte han klubb till TBV Lemgo i tyska Bundesligan i handboll. Här vann han supercupen, men återvände till Spanien efter ett och ett halvt år i januari 2000. Den nya klubben hette Ademar León. Där vann han spanska mästerskapet och  cupen 2001. 2004 bytte han klubb  till Portland San Antonio, där han åter vann spanska mästerskapet  igen 2005 och nådde finalen i EHF Champions League 2006. 2007 flyttade han till FC Barcelona. Efter två säsonger i Barcelona avslutade han sin utlandskarriär.
Han flyttade 2009 till danska FCK Håndbold. Med FCK vann han danska cupen 2010. Ett år senare anslöt han till nystartade AG København. Tillsammans med AG København vann han danska mästerskapet 2011 och 2012. Efter AGK:s konkurs i juli 2012 blev Hvidt kontraktslös. Hvidt fick ett kontrakt med KIF Kolding, som han vann mästerskapet med 2014 och 2015. Efter säsongen 2016/17 avslutade han sin karriär.

## Landslagskarriär
Kasper Hvidt spelade 219 landskamper för det danska landslaget. Vid handbolls-EM i Norge 2008 blev han europamästare. Vid EM 2002, 2004 och 2006 vann han brons. Vid  VM 2007 vann han också en bronsmedalj-
Hans målvaktsspel under EM 2008 var en bidragande orsak till att Danmark då tog sitt första mästerskapsguld genom tiderna, Kasper blev även invald i turneringens All Star-lag.